# Thomas Boucher
Ne doit pas être confondu avec Thomas Bouchet.
Thomas Boucher, né le 23 juin 1982, est un patineur de vitesse français. Il est maire de Saint-Sébastien-sur-Loire depuis mai 2025.

## Palmarès

### Championnat du monde
- sur 1 000 m en 2004
- sur 5 000 m piste par équipes en 2005
- sur 10 000 m route par équipes en 2005
- sur 5 000 m piste par équipes en 2006
- sur 300 m piste en 2005
- sur 500 m route en 2005

### Jeux mondiaux
- aux Jeux mondiaux de  2005 à Duisbourg (Allemagne)
  -  Médaille d'or en 3 000 m mass-start

### Championnats d'Europe
- sur 500 m en 2002
- sur 1 500 m en 2002
- sur 1 000 m en 2005 (piste)
- sur 5 000 m par équipes en 2005 (piste)
- sur 500 m en 2005 (route)
- sur 10 000 m par équipes en 2005 (route)
- sur 500 m en 2006
- sur 10 000 m par équipes en 2006
- sur 5 000 m par équipes en 2007
- sur 1 000 m en 2008
- sur 3 000 m par équipes en 2010

### Autres compétitions
- Vainqueur du semi-marathon de Linz en 2010
- Troisième du Marathon de Berlin en 2010